# Ernst-Felix Krüder
Ernst-Felix Heinrich Ludwig Krüder (* 6. Dezember 1897 in Hamburg; † 8. Mai 1941 vor den Seychellen) war ein deutscher Kapitän zur See der Kriegsmarine.

## Leben
Ernst-Felix Krüder trat im Oktober 1915 in die Kaiserliche Marine ein. Er war bis Februar 1916 zur Ausbildung an der Marineschule und auf der Freya. Als Seekadett war er bis Juli 1916 auf der König und absolvierte dann bis März 1917 verschiedene Ausbildungskurse. Bis August 1917 war er auf der Breslau und wechselte bis Kriegsende als Funkentelegraphie-Offizier auf die Goeben. Mit RDA vom 13. Dezember 1917 war er Leutnant zur See befördert worden.
Nach dem Krieg wurde er in die Reichsmarine übernommen und hier am 1. Januar 1921 zum Oberleutnant zur See. Am 1. November 1928 erfolgte die Beförderung zum Kapitänleutnant und er war 1930 Führer der 1. Kompanie der Marineschule Friedrichsort. 1931 war er als Ausbildungsoffizier auf der Karlsruhe. Von März 1933 bis September 1934 war er Admiralstabsoffizier beim Befehlshaber der Aufklärungsstreitkräfte. Anschließend war er als Nachfolger von Friedrich Ruge bis Oktober 1936 Chef der 1. Minensuchflottille. Am 1. April 1935 war er zum Korvettenkapitän befördert worden.
Von Oktober 1936 bis November 1938 war er Referent bei der Inspektion des Bildungswesens der Marine in Kiel und wurde in dieser Position am 1. August 1938 zum Fregattenkapitän befördert. Er wurde Referent im OKM und übernahm am 6. Februar 1940 den neu in Dienst gestellten Hilfskreuzer Pinguin. Unter seinem Kommando wurde das Schiff u. a. für das Minenauslegen verwendet und konnte über 15 Schiffe als Prise, u. a. die Storstad, aufbringen. Bis zum Untergang des Schiffes konnten über 10 Schiffe mit über 83.000 BRT, eine Vielzahl davon waren Walfänger und Frachter, versenkt werden. Am 8. Mai 1941 wurde die Pinguin durch den Schweren Kreuzer Cornwall gestellt. Ein Treffer brachte die an Bord befindlichen Minen zur Explosion, wobei 341 Mann den Untergang nicht überlebten, unter ihnen Krüder.
Als Kommandant der Pinguin wurde er am 1. Februar 1940 Kapitän zur See und wurde am 22. Dezember 1940 mit dem Ritterkreuz des Eisernen Kreuzes ausgezeichnet.
Postum erhielt er am 15. November 1941 das Eichenlaub zum Ritterkreuz des Eisernen Kreuzes verliehen. Er war auch Träger des Türkischen Eisernen Halbmonds.